# 1857
Het jaar 1857 is het 57e jaar in de 19e eeuw volgens de christelijke jaartelling.

## Gebeurtenissen
februari
- 2 - De Abdij van Berne (norbertijnen) vestigt zich definitief in Heeswijk.
- 5 - Een nieuwe grondwet wordt aangenomen in Mexico.
- februari - In Nederland brengt het kabinet-Van der Brugghen een nieuwe Schoolwet in het parlement, waarin het recht om scholen op te richten wordt erkend. Dit gaat Groen van Prinsterer en zijn volgelingen niet ver genoeg: zij verstoten Justinus van der Brugghen uit hun midden en Groen verlaat verbitterd de politiek.

maart
- 4 - Oprichting van de eerste vakbond in België: de Broederlijke Maatschappij der Wevers in Gent.
- 14 - Het Verdrag van Kopenhagen (1857) wordt gesloten.
- 23 - New York beleeft de wereldprimeur van de personenlift.
- 25 - De Franse typograaf Édouard-Léon Scott de Martinville vraagt patent op de fonautograaf, het eerste apparaat om geluid vast te leggen.
- 30 - Nederland sluit een handelsverdrag met het sultanaat Atjeh.

april
- 1 - Afschaffing van de tolheffing bij de Sont.
- 1 - Bij Ploiesti in Walachije wordt begonnen met de winning van aardolie. De eerste afnemer is de hoofdstad Boekarest, die er de straten mee gaat verlichten.
- 4 - De eerste Borsalino-hoed wordt gefabriceerd.
- 27 - De eerste race op de Hippodrome de Longchamp wordt gehouden in aanwezigheid van keizer Napoleon III en zijn gemalin Eugénie, die per boot over de Seine zijn gearriveerd.

mei
- 11 - Begin van de Sepoyopstand: opstand tegen de Britten in India.
- 18 - De Rotterdamsche Diergaarde, het latere Diergaarde Blijdorp, wordt geopend.
- 28 - Bij een ongeluk in de Hauenstein-Scheiteltunnel in Zwitserland vindt een brand en een gedeeltelijke instorting plaats. In totaal komen 63 mensen om bij de ramp.

juni
- 1 - De voorloper van dagblad Cobouw wordt onder de naam Advertentieblad voor verkoopingen van roerende en onroerende goederen uitgebracht.
- 13 - De gemeente Wilnis en de gemeente Oudhuizen worden samengevoegd tot de gemeente Wilnis.
- 20 - De Franse avonturier Joseph-François Lambert doet een poging koningin Ranavalona I van Madagaskar af te zetten. Hij wordt het land uitgezet, maar zijn inlandse handlangers worden terechtgesteld.
- 24 -  De nieuwe wet op de zeevisserij geeft kustdorpen als Scheveningen de vrijheid die tot nu toe was voorbehouden aan de grote haringsteden aan de Maas, de haring  gekaakt  en ingezouten aan te voeren. De verkregen vrijheid opent voor de reders en vissers van Scheveningen, Katwijk (en in mindere mate Noordwijk) een nieuwe economische activiteit: de haringvisserij.

juli
- 26 - De Hohner mondharmonicafabriek wordt opgericht door de horlogemaker Matthias Hohner.
- 27 Britse koloniale troepen onder generaal Henry Havelack heroveren de stad Karpur.

augustus
- 12 - In een decreet van Napoleon III wordt de Sint-Helenamedaille (Frans: Médaille de Sainte-Hélène) ingesteld die zal worden toegekend aan alle nog levende veteranen die tijdens de Franse revolutionaire en napoleontische oorlogen tussen 1792 en 1815 in Franse dienst hebben gevochten.
- 13 - In Nederland wordt de Onderwijswet aangenomen, waarin de bijzondere school en de MULO worden geïntroduceerd.

september
- 8 - Ontstaan van de Nederlandse gemeente Haarlemmerliede en Spaarnwoude.

oktober
- 24 - Oprichting van Sheffield FC, door de FIFA erkend als oudste voetbalclub ter wereld.

november
- 30 - Ignacio Comonfort treedt af als president van Mexico nadat hij door concessies aan de conservatieven de steun van de liberalen heeft verloren. Dit aftreden vormt de opmaat naar de Hervormingsoorlog.

december
- 16 - Een aardbeving bij Potenza eist 11.000 levens.
- 22 - In Londen wordt de Alpine Club opgericht, de eerste vereniging van alpinisten.
- 27 - Start van de Tweede Slag bij Canton.
- 31 - Ottawa wordt gekozen tot hoofdstad van Canada. De keus is een compromis: Toronto wordt te Engels en Montreal te Frans geacht.

zonder datum
- In het voorjaar vindt nabij Medina in het huidige Mali de Aanval op het fort van Medina plaats, een Franse vesting in West-Afrika.
- Het recept voor de Beierse Weißwurst komt tot stand.
- Bij La Tène aan de noordkant van het Meer van Neuchâtel in Zwitserland wordt een rijke archeologische vondst gedaan door Hansli Kopp.
- In Nevada wordt het zilvererts van de Comstock Lode ontdekt, wat tot een zilverkoorts leidt.
- Het jaar 1857 is zeer droog. De zomer is daarnaast met 18,2 graden zeer warm. In Europa heerst grootte droogte.[1][2]

## Muziek
- Première van de cantate Clovis et Clotilde van Georges Bizet waar hij de Prix de Rome mee heeft gewonnen
- Johannes Brahms componeert zijn Serenade nr 1, Opus 11
- 17 maart : première van Symfonie nr. 6 van Niels Gade

## Beeldende kunst

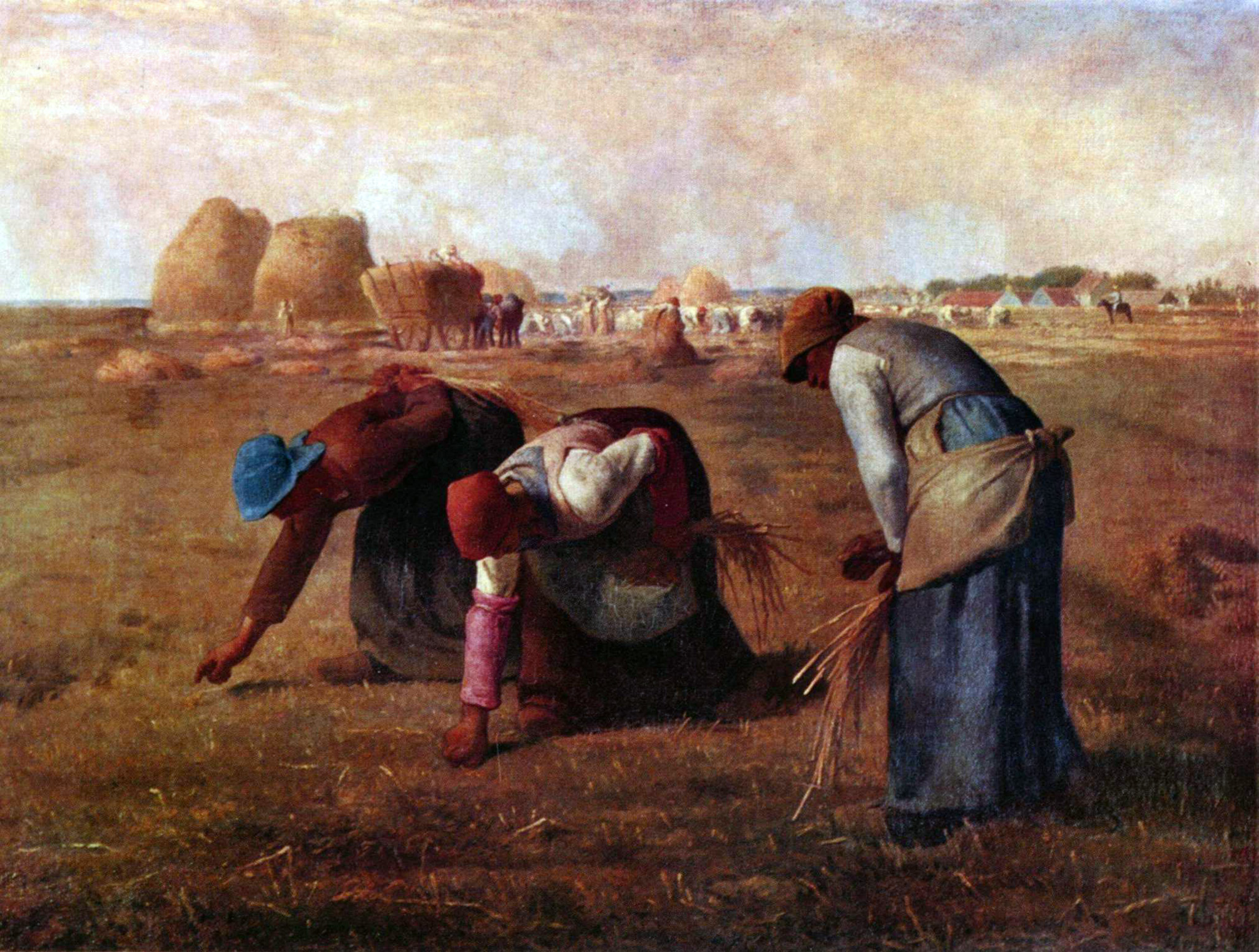
Arenleessters (Des glaneuses) (1857) Jean-François Millet

## Bouwkunst

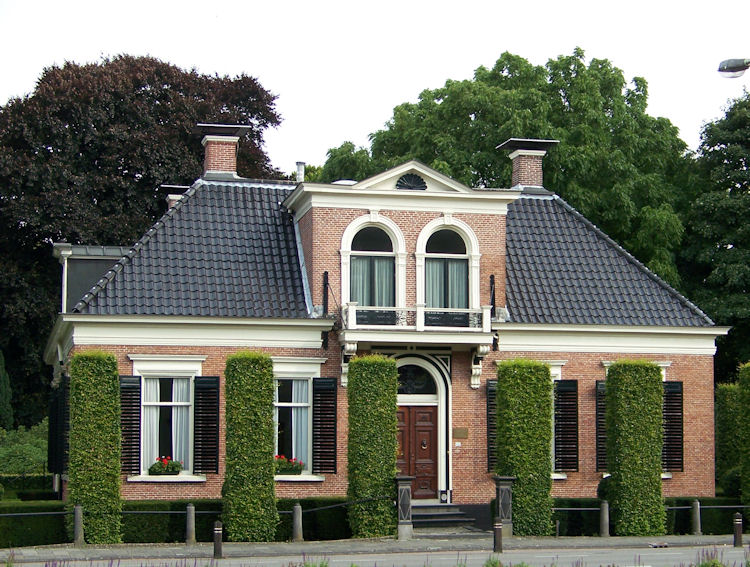
Herenhuis, Hoogezand (1857)

## Geboren

### januari
- 1 - Cornelis Adriaan Lobry van Troostenburg de Bruyn, Nederlands scheikundige (overleden 1904)
- 9 - Christine Boxman-Winkler, Nederlands schrijfster (overleden 1924)
- 13 - Jan Laurens Andries Brandes, Nederlands filoloog en oudheidkundige (overleden 1905)
- 20 - Vladimir Bechterev, Russisch neuroloog (overleden 1927)
- 25 - Jan Voerman sr., Nederlands kunstschilder (overleden 1941)

### februari
- 17 - Pedro Paterno, Filipijns revolutionair, schrijver en politicus (overleden 1911)
- 18 - Martha van Vloten, Nederlands vertaalster (overleden 1943)
- 21 - Jules de Trooz, Belgisch katholiek politicus; premier in 1907 (overleden 1907)
- 22 - Robert Baden-Powell, Brits grondlegger van scouting (overleden 1941)
- 22 - Heinrich Hertz, Duits natuurkundige (overleden 1894)
- 26 - Émile Coué, Frans psycholoog (overleden 1926)

### maart
- 24 - J.A. Mulock Houwer, Nederlands architect (overleden 1933)
- 30 - Roeland Anthonie Kollewijn, Nederlands taalkundige (overleden 1942)

### april
- 17 - Gerard Heymans, Nederlands filosoof, logicus en psycholoog (overleden 1930)
- 17 - Aniceto Lacson, Filipijns suikerbaron, grootgrondbezitter en revolutionair (overleden 1931)

### mei
- 13 - Ronald Ross, Brits arts en Nobelprijswinnaar (overleden 1932)
- 31 - Paus Pius XI (Ambrogio Damiano Achille Ratti), Italiaans katholiek geestelijke en paus (overleden 1939)

### juni
- 2 - Edward Elgar, Brits componist (overleden 1934)
- 2 - Karl Adolph Gjellerup, Deens dichter en schrijver (winnaar Nobelprijs) (overleden 1919)

### juli
- 5 -  Clara Zetkin, Duits activiste en politicus (overleden 1933)
- 11 - Alfred Binet, Frans psycholoog (overleden 1911)
- 23 - Frans Erens, Nederlands prozaschrijver en criticus (overleden 1935)
- 25 - Frank Julian Sprague, Amerikaans elektrotechnicus en uitvinder (overleden 1934)

### augustus
- 8 - Cécile Chaminade, Frans componiste (overleden 1944)
- 14 - Max Wagenknecht, Duits componist (overleden 1922)
- 22 - Johannes Messchaert, Nederlands bariton (overleden 1922)

### september
- 9 - Alice Ronner, Belgisch kunstschilderes (overleden 1957)
- 10 - James Keeler, Amerikaans astronoom (overleden 1900)
- 12 - George Hendrik Breitner, Nederlands kunstschilder (overleden 1923)
- 15 - William Howard Taft, 27ste president van de Verenigde Staten (overleden 1930)
- 18 - Adolphe Lacomblé, Belgisch advocaat en fotograaf (overleden 1935)

### oktober
- 2 - Herman van Cappelle, Nederlands geoloog en museumdirecteur (overleden 1932)
- 4 - Carl Sander, Noors componist en organist (overleden 1935)
- 23 - Hendrik Haverman, Nederlands kunstschilder (overleden 1928)
- 23 - Juan Luna, Filipijns kunstschilder (overleden 1899)

### november
- 16 - Jón Sveinsson, IJslands schrijver (overleden 1944)
- 17 - Eva Bonnier, Zweeds kunstschilderes (overleden 1909)
- 27 - Charles Scott Sherrington, Brits fysioloog en Nobelprijswinnaar (overleden 1952)
- 28 - Alfons XII van Spanje, koning van Spanje (overleden 1885)

### december
- 7 - Louis Dollo, Belgisch paleontoloog (overleden 1931)
- 16 - Edward Emerson Barnard, Amerikaans astronoom (overleden 1923)

## Overleden
januari
- 4 - François-Jean Wyns de Raucour (77), Belgisch politicus

februari
- 14 - Johannes van Bree (56), Nederlands componist
- 15 - Michail Glinka (52), Russisch componist

maart
- 9 - Domenico Savio (14), Italiaans heilige en leerling van Don Bosco

mei
- 2 - Alfred de Musset (46), Frans dichter
- 29 - Sophie (2), aartshertogin van Oostenrijk

juli
- 15 - Carl Czerny (66), Oostenrijks componist, pianist en pianopedagoog

augustus
- 3 - Eugène Sue (53), Frans schrijver

september
- 2 - Martin Lichtenstein (77), Duits fysicus, onderzoeker en zoöloog
- 5 - Auguste Comte (59), Frans filosoof en socioloog
- 6 - Johann Schweigger (78), Duits natuur- en scheikundige

december
- 15 - George Cayley (83), Brits luchtvaartpionier

datum onbekend
- Willem van Houten (±79), oprichter van de ZMRS en uitvinder

## Weerextremen in België
- 26 april: laagste etmaalgemiddelde temperatuur ooit op deze dag: 1,8 °C.
- 27 april: laagste etmaalgemiddelde temperatuur ooit op deze dag: 3,9 °C.
- november: november met laagst aantal neerslagdagen: 7 (normaal 18).